# Megastethodon xanthorhinus
Megastethodon xanthorhinus är en insektsart som först beskrevs av Jean Baptiste Boisduval 1835.  Megastethodon xanthorhinus ingår i släktet Megastethodon och familjen spottstritar. Inga underarter finns listade i Catalogue of Life.